# Dannau
Dannau là một đô thị thuộc huyện Plön, trong bang Schleswig-Holstein, nước Đức. Đô thị Dannau có diện tích 9,12 km², dân số thời điểm 31 tháng 12 năm 2006 là 697 người.